# El Cogul
El Cogul là một đô thị trong tỉnh Lleida, cộng đồng tự trị Cataluña Tây Ban Nha. Đô thị El Cogul có diện tích là 17,51 ki-lô-mét vuông, dân số năm 2009 là 193 người với mật độ 11,02 người/km². Đô thị El Cogul có cự ly km so với tỉnh lỵ Lleida.